# دوري الدرجة الأولى السعودي 1996–97
دوري الدرجة الأولى السعودي 1996-1997، هو الدوري نسخة رقم 21 في تاريخ دوري الدرجة الأولى السعودي، تأهل نادي التعاون ونادي الشعلة إلى دوري المحترفين السعودي، وهبطا نادي الوطني ونادي التهامي بعد تذيلهما الترتيب إلى دوري الدرجة الثانية السعودي.

## الأندية المشاركة
| النادي       | الموقع          | الملعب                                         |
| ------------ | --------------- | ---------------------------------------------- |
| نادي التعاون | بريدة           | مدينة الملك عبد الله الرياضية                  |
| نادي الشعلة  | مدينة السيح     | ملعب نادي الشعلة - الخرج                       |
| نادي الجبلين | حائل            | ملعب مدينة الأمير عبد العزيز بن مساعد الرياضية |
| نادي الروضة  | منطقة الأحساء   | ملعب الأحساء                                   |
| نادي الرائد  | مدينة بريدة     | مدينة الملك عبد الله الرياضية                  |
| نادي هجر     | مدينة الهفوف    | ملعب مدينة الأمير عبد الله بن جلوي الرياضية    |
| نادي أحد     | المدينة المنورة | ملعب الأمير محمد بن عبد العزيز                 |
| نادي الخليج  | مدينة سيهات     | ملعب نادي الخليج                               |
| نادي الوطني  | منطقة تبوك      | ملعب الملك خالد بن عبد العزيز                  |
| نادي التهامي | منطقة جزان      | ملعب مدينة الملك فيصل الرياضية                 |

## إحصائيات الدوري
| #     | النادي       | المباريات | المباريات | المباريات | المباريات | الأهداف | الأهداف | الأهداف | نقاط | التأهل أو الهبوط                    |
| #     | النادي       | لعب       | فاز       | تعادل     | خسر       | له      | عليه    | فرق +/- | نقاط | التأهل أو الهبوط                    |
| ----- | ------------ | --------- | --------- | --------- | --------- | ------- | ------- | ------- | ---- | ----------------------------------- |
| ⏫ 1  | نادي التعاون | 18        | 0         | 0         | 0         | 0       | 0       | 0       | 0    | تأهل إلى دوري المحترفين السعودي     |
| ⏫ 2  | نادي الشعلة  | 18        | 0         | 0         | 0         | 0       | 0       | 0       | 0    | تأهل إلى دوري المحترفين السعودي     |
| 3     | نادي الجبلين | 18        | 0         | 0         | 0         | 0       | 0       | 0       | 0    |                                     |
| 4     | نادي الروضة  | 18        | 0         | 0         | 0         | 0       | 0       | 0       | 0    |                                     |
| 5     | نادي الرائد  | 18        | 0         | 0         | 0         | 0       | 0       | 0       | 0    |                                     |
| 6     | نادي هجر     | 18        | 0         | 0         | 0         | 0       | 0       | 0       | 0    |                                     |
| 7     | نادي أحد     | 18        | 0         | 0         | 0         | 0       | 0       | 0       | 0    |                                     |
| 8     | نادي الخليج  | 18        | 0         | 0         | 0         | 0       | 0       | 0       | 0    |                                     |
| ⏬ 9  | نادي الوطني  | 18        | 0         | 0         | 0         | 0       | 0       | 0       | 0    | هبط إلى دوري الدرجة الثانية السعودي |
| ⏬ 10 | نادي التهامي | 18        | 0         | 0         | 0         | 0       | 0       | 0       | 0    | هبط إلى دوري الدرجة الثانية السعودي |